# Spaniel picardo
El Epagneul picard, o Spaniel picardo es una raza de perro de caza la región francesa de Picardía.

## Historia
Se encuentra relacionado con el Blue Picardy Spaniel, aunque el spaniel picardo es la raza más antigua de las dos. Se piensa que es una de las dos razas más antiguas de las razas spaniel, siendo favorecida por la nobleza francesa, manteniéndose popular para la caza tras la revolución francesa debido a su resistente manto para las inclemencias y su capacidad para cazar en condiciones y terrenos muy variados. Su popularidad disminuyó bajo el influjo de las razas inglesas de perros cazadores a principios del siglo XX.

## Características
Ligeramente más pequeño que el Setter inglés, pero mayor que la mayor parte de los spaniels, no tiene grandes problemas de salud más allá de las razas de orejas colgantes que pueden tender a infecciones de oído.

## Imágenes

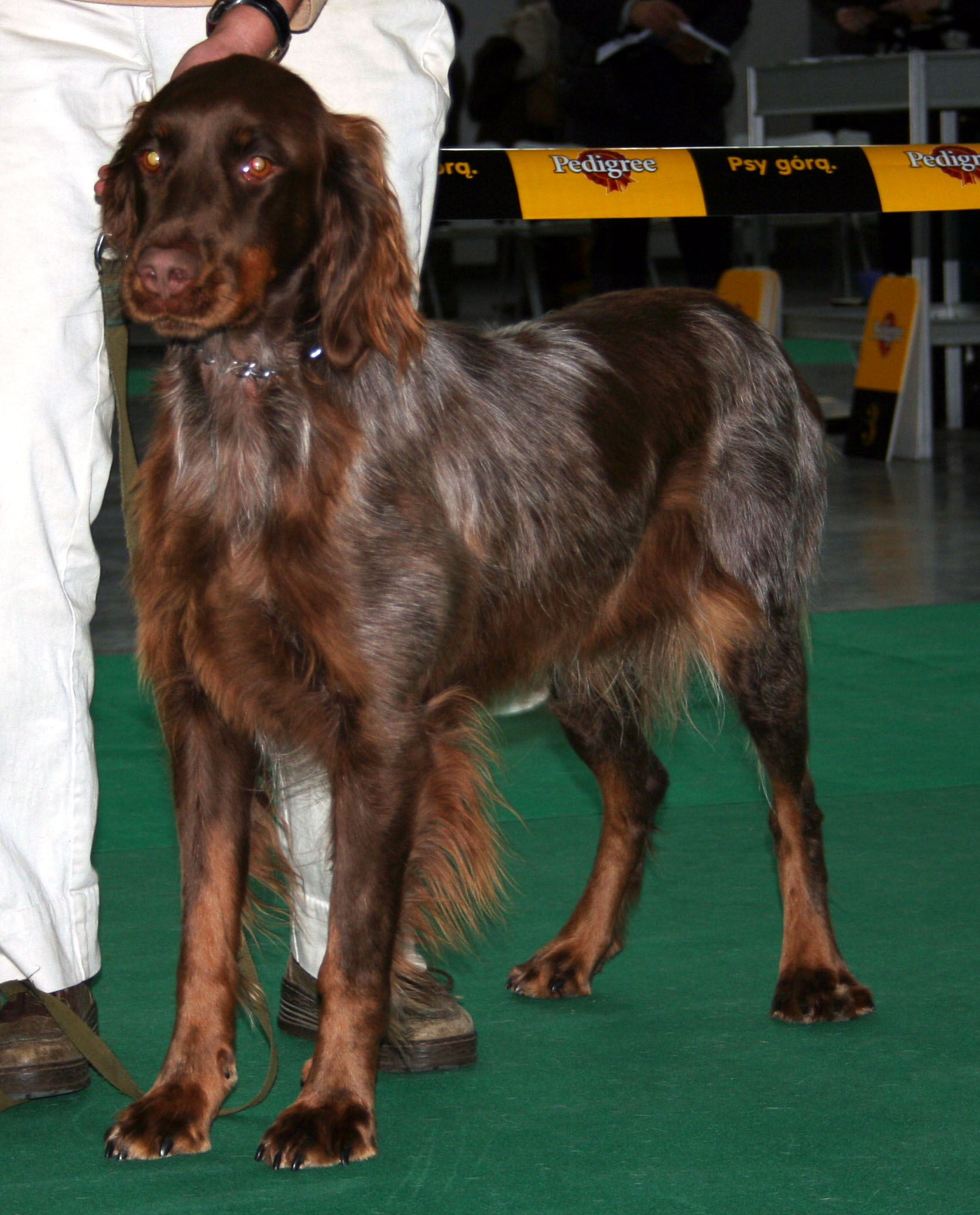
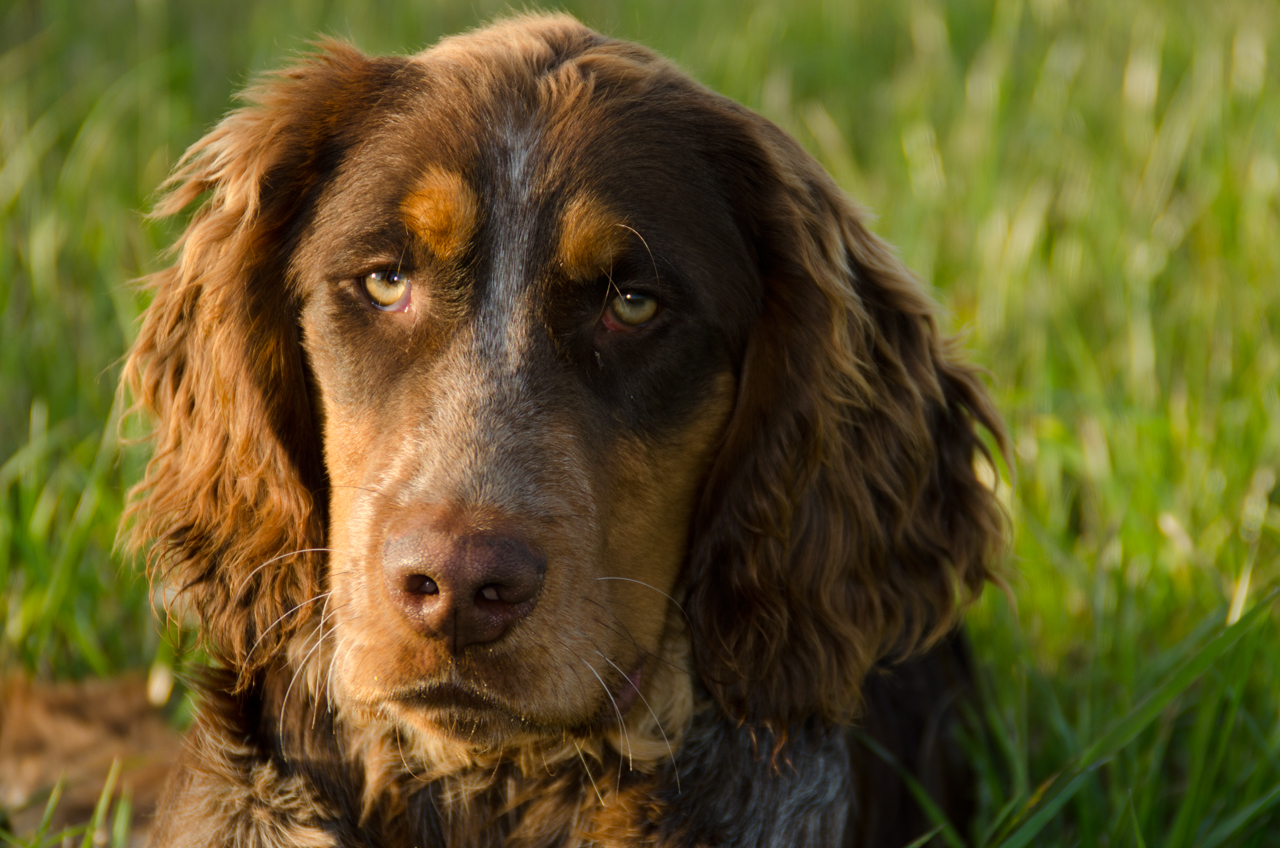
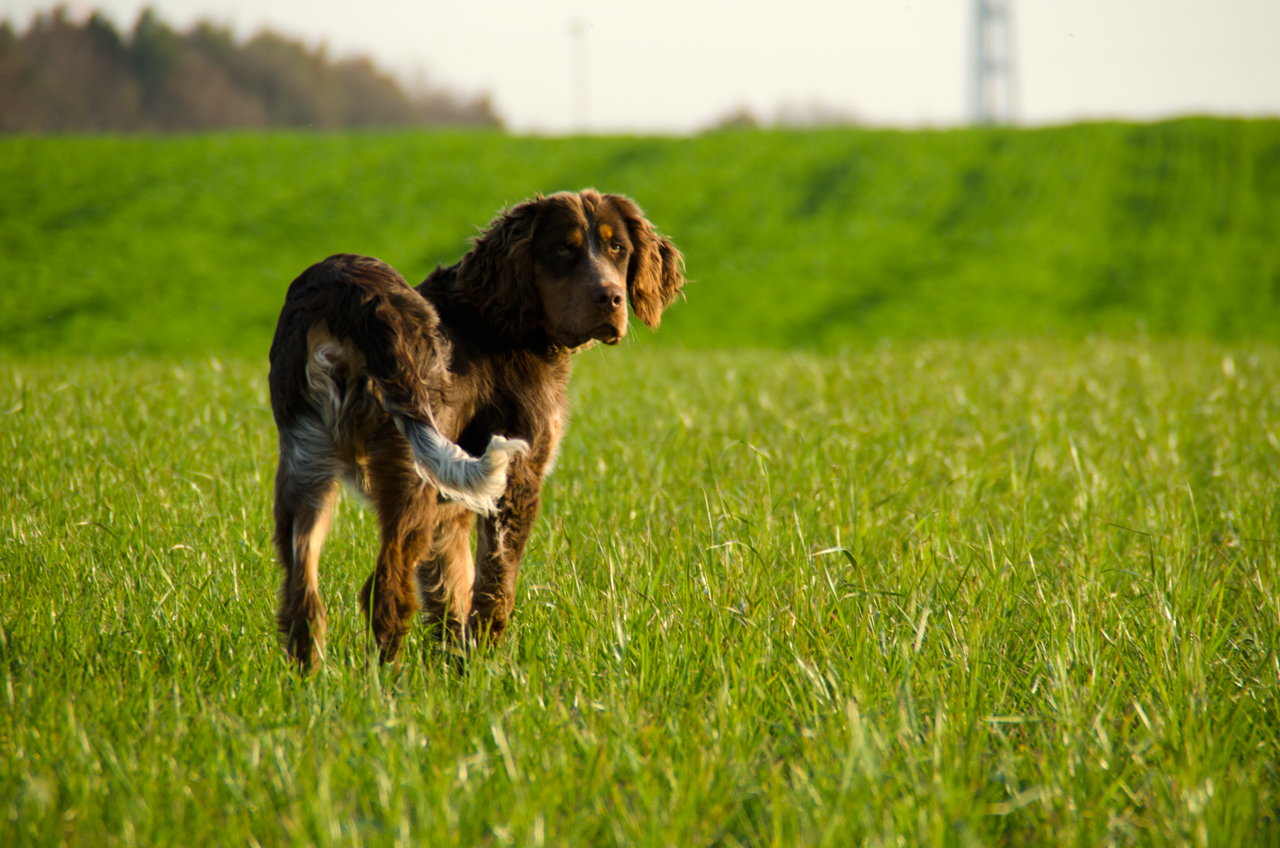
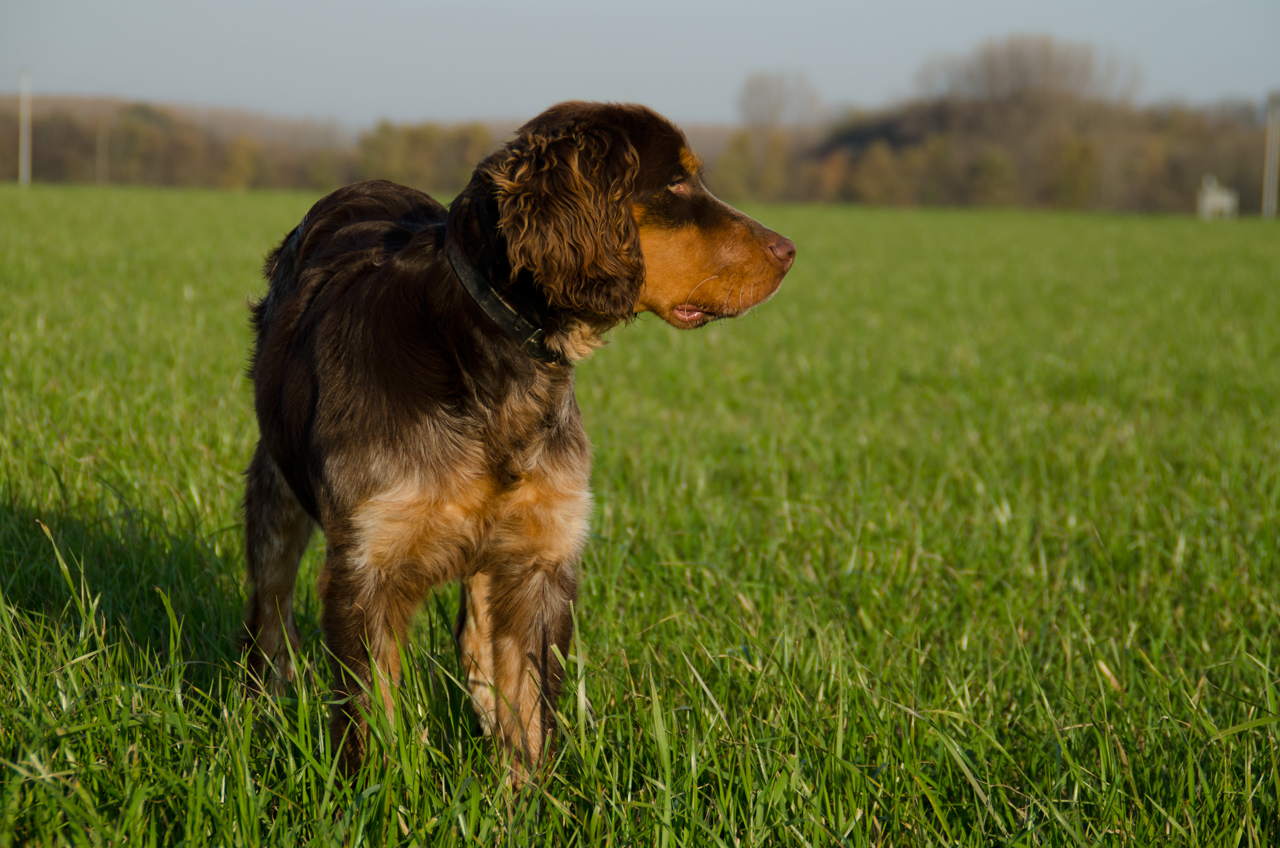
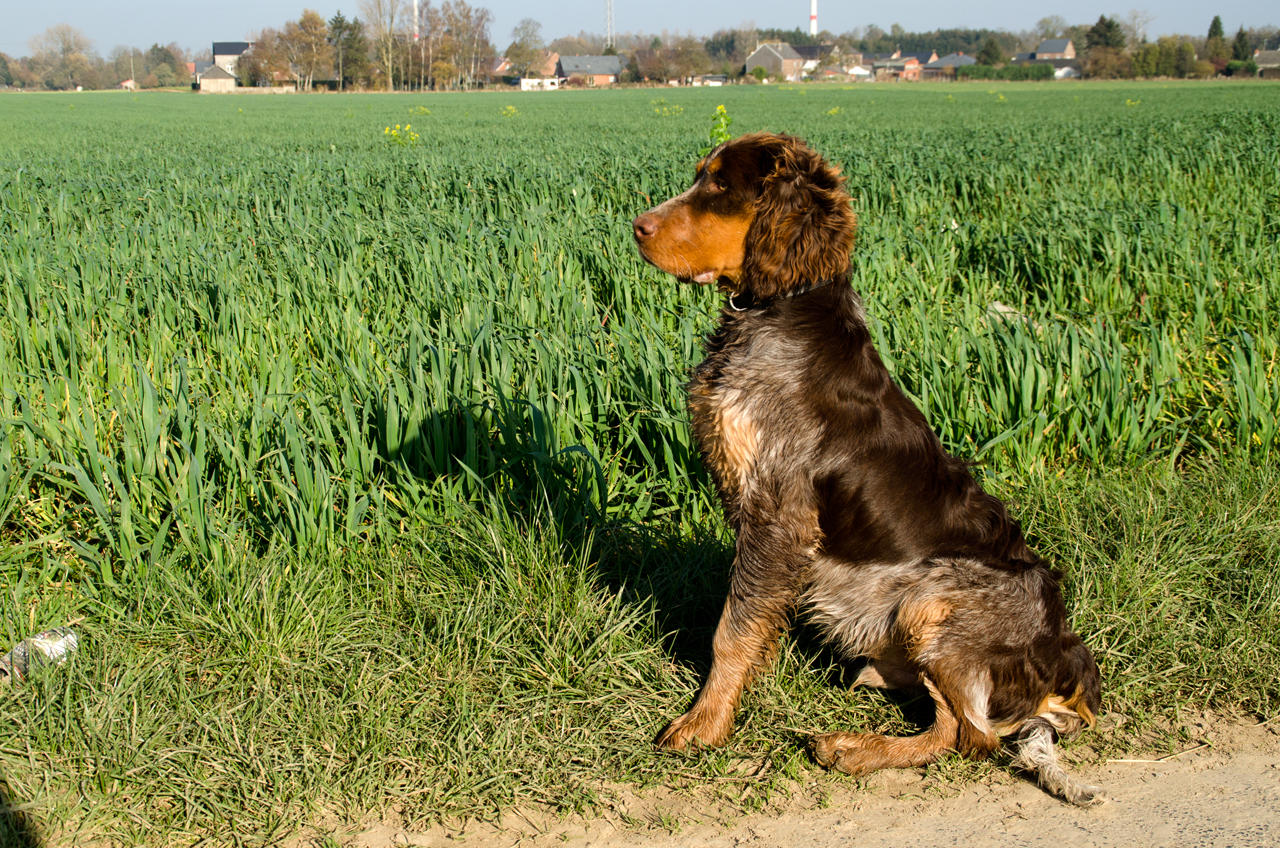